# San-Gavino-di-Carbini
San-Gavino-di-Carbini (korsisch San Gavinu di Carbini; italienisch San Gavino di Carbini) ist eine französische Gemeinde im Département Corse-du-Sud auf der Mittelmeerinsel Korsika. Sie gehört zum Kanton Bavella im Arrondissement Sartène. Die Bewohner nennen sich Sangavinacci.

## Geografie
Die Route forestière 4 führte über San-Gavino-di-Carbini. Die Gemeinde grenzt im Norden an Zonza, im Nordosten und im Osten an Lecci, im Süden an Porto-Vecchio, im Südwesten an Carbini und im Westen an Levie.

## Bevölkerungsentwicklung
| Jahr      | 1962 | 1968 | 1975 | 1982 | 1990 | 1999 | 2006 | 2007 | 2012 |
| --------- | ---- | ---- | ---- | ---- | ---- | ---- | ---- | ---- | ---- |
| Einwohner | 373  | 301  | 266  | 381  | 538  | 738  | 960  | 991  | 1061 |

## Sehenswürdigkeiten
- Castellu d’Arraggiu heißt ein metallzeitlicher Fundplatz mit Relikten aus der Bronzezeit.

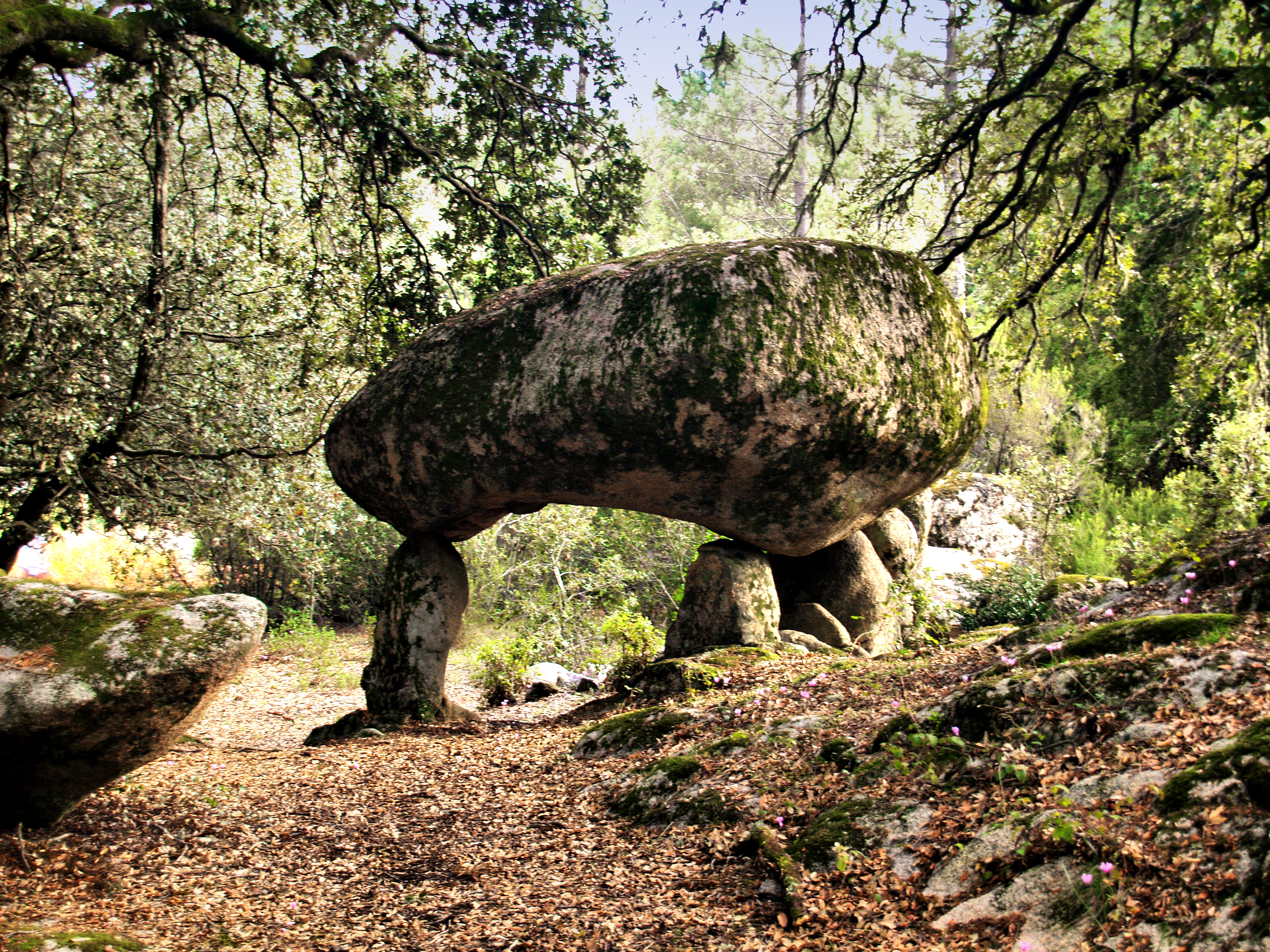
Dolmen von Pacciunituli

- Dolmen von Pacciunituli